# Henk Crouwel
Henk Crouwel (Groningen, 9 november 1930 – Utrecht, 17 juli 2022) was een Nederlandse schilder en beeldhouwer.

## Leven en werk
Crouwel laat zich in zijn werk, sinds hij in 1992 een tentoonstelling zag van constructivistische en concrete kunst, inspireren door streng mathematische uitgangspunten: systematische ordening en wiskundige reeksen. Zo speelt in het kunstwerk dat hij voor de Drentse plaats Annen maakte (zie: afbeelding) de getallenreeks van Fibonacci een grote rol. In deze reeks is elk element van de rij steeds de som van de twee voorgaande elementen (te vergelijken met de gulden snede). Crouwel heeft gekozen voor een kunstwerk met 18 elementen (die symbool staan voor de 18 deelnemende gemeenten aan de kunstronde Drenthe) en de getallen 2, 3, 5 en 8, die ook doorwerken in de onderlinge verhoudingen van de elementen.
Zijn schilderijen en sculpturen worden gerekend tot de geometrisch-abstracte kunst, die zijn wortels heeft in het werk van Piet Mondriaan en het Russisch constructivisme.
Henk Crouwel is een broer van graficus Wim Crouwel. Hij overleed in 2022 op 91-jarige leeftijd.

## Enkele werken in de openbare ruimte
- 1996 : Sculptuur[4], Hellevoetsluis
- 2000 : Fibonacci in de kring, Annen